# Joaquín Aguirre de la Peña
Joaquín Aguirre de la Peña (Ágreda, 20 de noviembre de 1807-Madrid, 19 de julio de 1869) fue un político y catedrático español, presidente de la Junta Provisional Revolucionaria que asumió el poder tras el derrocamiento de la reina Isabel II y presidente del Tribunal Supremo.

## Vida
Cursó sus estudios universitarios en Zaragoza y Alcalá de Henares. En 1828 se licenció en derecho romano y canónico y en 1830 se doctoró en jurisprudencia. En 1835 consiguió la cátedra de instituciones canónicas.
En la década de 1840 comenzó su carrera política. Su primer cargo en el gobierno fue el de oficial tercero de la Secretaría del Despacho de Gracia y Justicia, en 1841.
Después de las elecciones del 15 de septiembre de 1843, fue elegido diputado por el Partido Progresista por Navarra. Tras la disolución de las Cortes el 28 de noviembre y la dimisión del progresista Salustiano Olózaga como presidente del Consejo de Ministros, pasó a ocupar este cargo el 1 de diciembre el moderado Luis González Bravo. Este hecho, que significó el comienzo de la denominada Década moderada, llevó a Aguirre a renunciar a su empleo en el Ministerio de Gracia y Justicia el 7 de diciembre.
Aunque conservó su escaño hasta el fin de la legislatura, el 23 de octubre de 1844, durante el resto de la década moderada abandonó la política para dedicarse en exclusiva a la enseñanza. En esta época, ocupó dos cátedras en la Universidad de Madrid (por Real Orden del 29 de octubre de 1836 la Universidad de Alcalá de Henares se había trasladado a la capital). En 1845 se le concedió la cátedra de disciplina eclesiástica general y particular de España y en 1850 la de jurisprudencia.
Tras el fallecimiento de Juan Nicasio Gallego, Aguirre fue nombrado el 28 de enero de 1853 vocal de la sección tercera del Real Consejo de Instrucción Pública.
El 4 de marzo de 1854 fue nombrado Vicerrector de la Universidad de Madrid.
El 7 de julio de 1854, un pronunciamiento militar dio origen a la revolución conocida como la Vicalvarada. Aguirre se unió a la Junta de Salvación, Armamento y Defensa de Madrid, en la que, por sus estudios y experiencia se ocupó de los temas relacionados con el derecho, junto con Nicolás Salmerón. Tras la entrada en la capital de los generales O'Donnell y Espartero, la reina nombró presidente del Consejo de Ministros a este último, regresando así el Partido Progresista al poder. El 8 de agosto fue nombrado subsecretario del Ministerio de Gracia y Justicia.

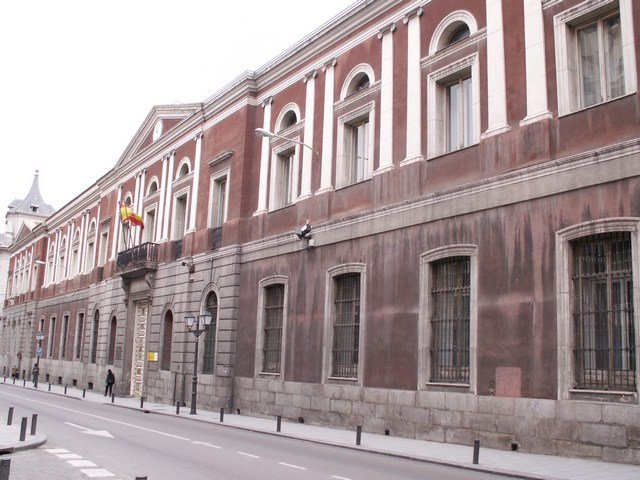
Fachada de la Universidad Central.

Tras las elecciones del 4 de octubre, fue elegido diputado por Soria. El 29 de noviembre fue nombrado ministro de Gracia y Justicia, cargo en el que permaneció hasta el 6 de junio de 1855.
Tras las elecciones del 31 de octubre de 1858, fue elegido diputado por Madrid.
El 22 de junio de 1866 se produjo un nuevo pronunciamiento militar, conocido como la Sublevación del Cuartel de San Gil. Su propósito era apartar del poder a la Unión Liberal y derrocar a la reina. El pronunciamiento fue sofocado por las fuerzas leales al gobierno en poco tiempo. Esta sublevación había sido apoyada por el Partido Progresista y por el Democrático, por lo que sus principales dirigentes, entre los que se encontraba Aguirre (a la sazón, uno de los cuatro vicepresidentes del partido), tuvieron que exiliarse.
El 19 de septiembre de 1868, un nuevo pronunciamiento militar dio comienzo de la Revolución de 1868, que derrocó a la reina Isabel II. Tras conocer la noticia, Aguirre regresó a Madrid, donde fue nombrado el 2 de octubre miembro de la Junta Provisional Revolucionaria. Al día siguiente, fue elegido presidente de la misma, en sustitución de Pascual Madoz.
El 5 de octubre se disolvió la Junta Provisional Revolucionaria, pasando a formarse la Junta Superior Revolucionaria, elegida por sufragio universal. Aguirre fue también elegido su Presidente.
El 13 de octubre el Gobierno Provisional de Serrano le nombró presidente del Tribunal Supremo, cargo que ocuparía hasta su muerte.
El 19 de octubre fue disuelta Junta Superior Revolucionaria, por considerarse ya innecesaria.
En las elecciones del 15 de enero de 1869, fue elegido diputado por Soria.
Tras una larga y penosa enfermedad, falleció en Madrid el 19 de julio de 1869. Fue enterrado al día siguiente en la misma ciudad.
| Predecesor: Pascual Madoz Ibáñez                                              | Presidente de la Junta Provisional Revolucionaria 3 de octubre-5 de octubre de 1868 | Sucesor: Francisco Serrano y Domínguez (Presidente del Gobierno Provisional) Él mismo (como Presidente de la Junta Superior Revolucionaria) |
| Predecesor: Él mismo (como Presidente de la Junta Provisional Revolucionaria) | Presidente de la Junta Superior Revolucionaria 5 de octubre-19 de octubre de 1868   | Sucesor: Disolución de la Junta |
| Predecesor: Ramón López Vázquez                                               | Presidente del Tribunal Supremo 1868 - 1869                                         | Sucesor: Pedro Gómez de la Serna |